# Schönebecker Straße 2

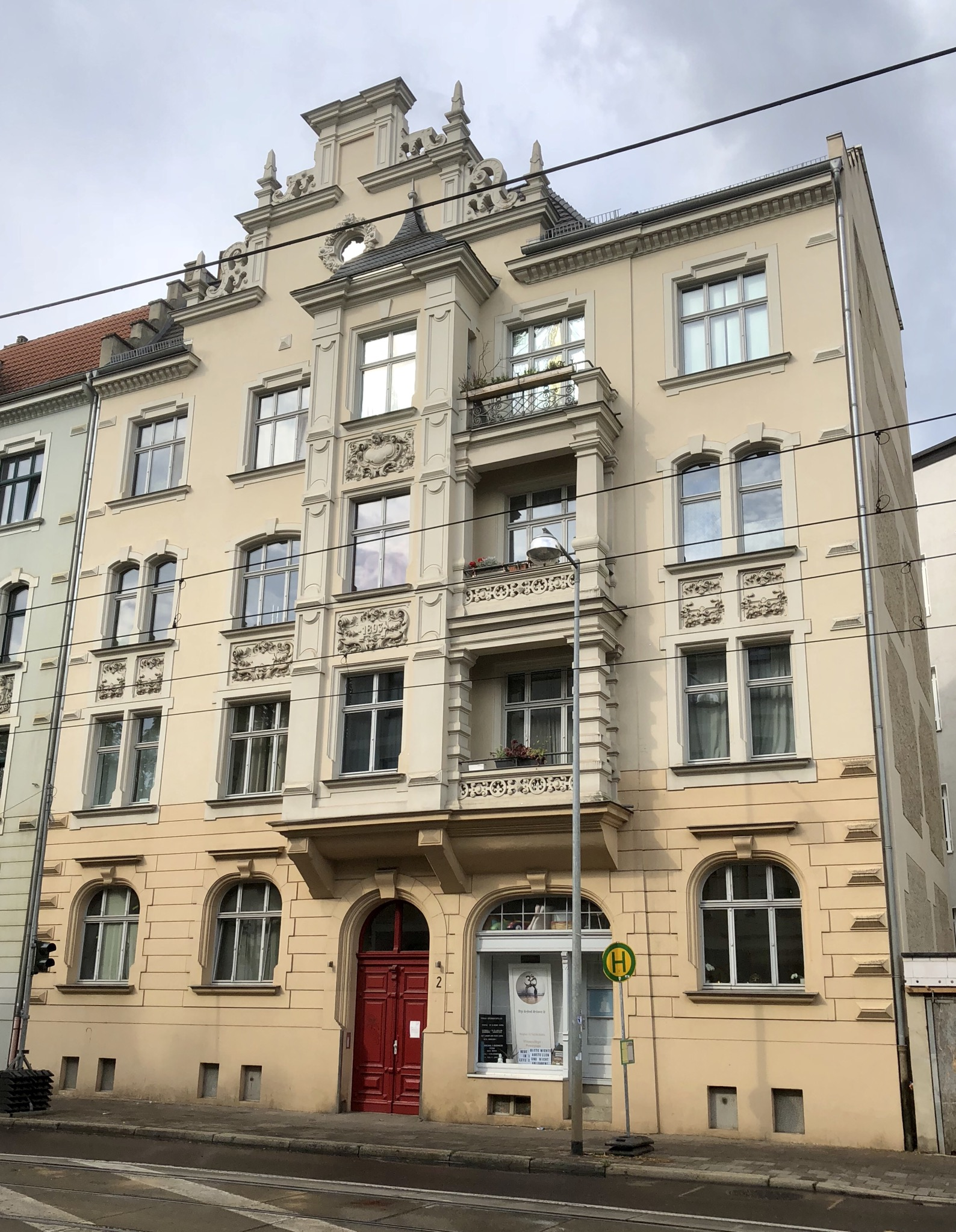
Schönebecker Straße 2, 2019

Schönebecker Straße 2 ist ein denkmalgeschütztes Wohnhaus in Magdeburg in Sachsen-Anhalt.

## Lage
Es befindet sich auf der Westseite der Schönebecker Straße im Stadtteil Buckau. Südlich grenzt das gleichfalls denkmalgeschützte Haus Schönebecker Straße 3 an.

## Architektur und Geschichte
Der verputzte viergeschossige Bau wurde im Stil der Neorenaissance im Jahr 1893 erbaut. Die Bauausführung erfolgte durch den Maurermeister Andreas Böttcher als Eigentümer selbst. Die Fassade wird durch einen mittig vor den Obergeschossen befindlichen mit einem Helm bedeckten Kastenerker geprägt. Rechts des Erkers befinden sich Balkone, wobei die unteren beiden in Form von Loggien gestaltet sind. Als Verzierungen finden sich Lisenen und mit Ornamenten verzierte Brüstungsfelder. Die Gesimse sind profiliert und gekröpft. An der Traufe wurden Zahnschnittfriese eingesetzt. Auf der linken Seite wird das Haus von einem Treppengiebel bekrönt. Er ist mit Voluten, Pyramidenobelisken und Pilastern verziert. Die Fensteröffnungen im Erdgeschoss sind als Korbbögen ausgeführt.
Im örtlichen Denkmalverzeichnis ist das Wohnhaus unter der Erfassungsnummer 094 82550 als Baudenkmal verzeichnet.